# STS-41D
 STS-41D — первый космический полёт МТКК «Дискавери», двенадцатый по программе «Спейс шаттл» (STS-12 согласно первоначальной нумерации).

## Экипаж
- Генри Хартсфилд (2), командир
- Майкл Коутс (1), пилот
- Ричард Маллейн (1), специалист по программе полёта 1
- Стивен Хоули (1), специалист по программе полёта 2
- Джудит Резник (1), специалист по программе полёта 3
- Чарлз Уокер (1), специалист по полезной нагрузке

Экипаж STS-12 был назначен 3 февраля 1983 года, одновременно с назначением экипажа STS-41C (STS-11 по первоначальной нумерации). О назначении специалиста по полезной нагрузке, сотрудника компании McDonnell Douglas Чарлза Уокера было объявлено позднее, 29 июля 1983 года.
На эмблеме экипажа изображён силуэт парусника «Дискавери» (один из двух кораблей третьей экспедиции Джеймса Кука), символически связанный с орбитальной ступенью «Дискавери».

## Параметры полёта
- Вес:
  - Вес при старте: 119511 кг
  - Вес при приземлении: 91478 кг
  - Полезная нагрузка: 18681 кг
- Перигей: 346 км
- Апогей: 354 км
- Наклонение: 28,5°
- Период обращения: 90,6 мин

### Цель полёта
- Стыковка:
- Расстыковка:
- Продолжительность стыковки: суток час минут

Изначально основным грузом должна была стать инерциальная верхняя ступень (Inertial Upper Stage, IUS), разработанная компанией Boeing и предназначенная доставить большой связной спутник на геосинхронную орбиту высотой 35 800 км над экватором. Однако в ходе STS-6 (4—9 апреля 1983 года) аналогичный разгонный блок IUS после выведения в самостоятельный полёт отработал нештатно — коммуникационный спутник был доставлен на орбиту, где его было невозможно использовать. Boeing требовалось время на исправление ситуации и запланированное использование ступени в этом и других полётах было отменено. Позднее STS-41D получило другой полезный груз в виде двух меньших по размеру связных спутников с другими разгонными блоками.

## Галерея
- Запуск космического корабля Discovery на свою первую миссию 30 августа 1984.
- Развёртывание SBS-D
- РазвёртываниеSyncom IV-2
- Развёртывание Telstar 3C
- Развёрнутая солнечная батарея Ост-1